# RIOJA-2

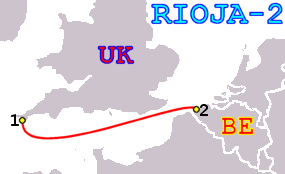
Ruta del cable submarino RIOJA-2

RIOJA-2 fue un sistema de cable de telecomunicaciones submarino que conectaba Bélgica con el Reino Unido a través del océano Atlántico.
Tenía puntos de amarre en:
- Flandes Occidental, Bélgica
- Cornualles, Reino Unido

Fue retirado del servicio el 13 de octubre de 2006.